# Élections municipales de 2026 dans l'Allier
Pour un article plus général, voir Élections municipales françaises de 2026.
Les élections municipales dans l'Allier sont prévues en mars 2026. Cette page ne traite que les communes de 2 500 habitants et plus dans l'Allier.

## Résultats à l'échelle du département

### Maires sortants et maires élus
| Commune                   | Population (en 2022) | Maire sortant(e)      | Parti | Parti | Maire élu(e) | Parti | Parti |
| ------------------------- | -------------------- | --------------------- | ----- | ----- | ------------ | ----- | ----- |
| Abrest                    | 2 927                | Romain Lopez          |       | DVD   |              |       |       |
| Avermes                   | 4 109                | Jean-Luc Albouy       |       | PS    |              |       |       |
| Bellerive-sur-Allier      | 8 898                | François Sennepin     |       | LR    |              |       |       |
| Bourbon-l'Archambault     | 2 542                | Ludovic Chaput        |       | PCF   |              |       |       |
| Commentry                 | 6 018                | Sylvain Bourdier      |       | DVG   |              |       |       |
| Creuzier-le-Vieux         | 3 246                | Bernard Corre         |       | DVG   |              |       |       |
| Cusset                    | 13 329               | Jean-Sébastien Laloy  |       | LR    |              |       |       |
| Désertines                | 4 323                | Christian Sanvoisin   |       | PCF   |              |       |       |
| Domérat                   | 8 665                | Pascale Lescurat      |       | PS    |              |       |       |
| Dompierre-sur-Besbre      | 2 970                | Michel Brunner        |       | PS    |              |       |       |
| Gannat                    | 5 684                | Véronique Pouzadoux   |       | LR    |              |       |       |
| Huriel                    | 2 568                | Stéphane Abranowitch  |       | DVD   |              |       |       |
| Lapalisse                 | 3 127                | Jacques de Chabannes  |       | PRG   |              |       |       |
| Montluçon                 | 33 317               | Frédéric Laporte      |       | LR    |              |       |       |
| Moulins                   | 19 344               | Pierre-André Périssol |       | LR    |              |       |       |
| Prémilhat                 | 2 513                | Bernard Pozzoli       |       | PS    |              |       |       |
| Saint-Germain-des-Fossés  | 3 600                | Elisabeth Cuisset     |       | DVD   |              |       |       |
| Saint-Pourçain-sur-Sioule | 4 894                | Emmanuel Ferrand      |       | LR    |              |       |       |
| Saint-Yorre               | 2 618                | Joseph Kuchna         |       | DVG   |              |       |       |
| Varennes-sur-Allier       | 3 588                | Roger Litaudon        |       | DVD   |              |       |       |
| Vichy                     | 25 702               | Frédéric Aguilera     |       | LR    |              |       |       |
| Yzeure                    | 12 670               | Pascal Perrin         |       | PS    |              |       |       |

### Résultats en nombre de maires
| Partis       | Partis                    | Maires sortants | Maires élus | Évolution |
| ------------ | ------------------------- | --------------- | ----------- | --------- |
|              | Parti socialiste          | 5               |             |           |
|              | Divers gauche             | 3               |             |           |
|              | Parti communiste français | 2               |             |           |
|              | Parti radical de gauche   | 1               |             |           |
| Total gauche | Total gauche              | 11              |             |           |
|              | Les Républicains          | 7               |             |           |
|              | Divers droite             | 4               |             |           |
| Total droite | Total droite              | 11              |             |           |
| Total        | Total                     | 22              | 22          | -         |

### Résultats par nuances
| Nuance | Nuance | Nuance | Premier tour | Premier tour | Premier tour | Second tour | Second tour | Second tour | Total sièges | Total sièges | Total sièges | Total sièges |
| Nuance | Nuance | Nuance | Voix         | %            | Sièges       | Voix        | %           | Sièges      | CM           | %            | CC           | %            |
| ------ | ------ | ------ | ------------ | ------------ | ------------ | ----------- | ----------- | ----------- | ------------ | ------------ | ------------ | ------------ |
|        |        |        |              |              |              |             |             |             |              |              |              |              |
| Total  | Total  | Total  |              | 100          |              |             | 100         |             |              | 100          |              | 100          |

### Taux de participation
| Taux de participation | 1er tour | Différence avec 2020 | 2d tour | Différence avec 2020 | Différence entre les deux tours |
| --------------------- | -------- | -------------------- | ------- | -------------------- | ------------------------------- |
| À 12 h                |          |                      |         |                      |                                 |
| À 17 h                |          |                      |         | NC                   |                                 |
| Final                 |          |                      |         |                      |                                 |

## Résultats dans les communes de plus de 2 500 habitants

### Abrest
- Maire sortant : Romain Lopez (DVD)
- 23 sièges à pourvoir au conseil municipal (population légale 2022 : 2 927 habitants)
- 2 sièges à pourvoir au conseil communautaire (Vichy Communauté)

| Tête de liste            | Tête de liste | Parti(s) | Nuance | Premier tour | Premier tour | Second tour | Second tour | Sièges | Sièges |
| Tête de liste            | Tête de liste | Parti(s) | Nuance | Voix         | %            | Voix        | %           | CM     | CC     |
| ------------------------ | ------------- | -------- | ------ | ------------ | ------------ | ----------- | ----------- | ------ | ------ |
|                          | Romain Lopez, | DVD      |        |              |              |             |             |        |        |
|                          |               |          |        |              |              |             |             |        |        |
| Exprimés                 |               |          |        |              |              |             |             |        |        |
| Votes blancs             |               |          |        |              |              |             |             |        |        |
| Votes nuls               |               |          |        |              |              |             |             |        |        |
| Total                    | Total         | Total    | Total  |              | 100          |             | 100         | 23     | 2      |
| Absentions               |               |          |        |              |              |             |             |        |        |
| Inscrits / participation |               |          |        |              |              |             |             |        |        |

### Avermes
- Maire sortant : Jean-Luc Albouy (PS)
- 27 sièges à pourvoir au conseil municipal (population légale 2022 : 4 109 habitants)
- 4 sièges à pourvoir au conseil communautaire (Moulins Communauté)

| Tête de liste            | Tête de liste    | Parti(s) | Nuance | Premier tour | Premier tour | Second tour | Second tour | Sièges | Sièges |
| Tête de liste            | Tête de liste    | Parti(s) | Nuance | Voix         | %            | Voix        | %           | CM     | CC     |
| ------------------------ | ---------------- | -------- | ------ | ------------ | ------------ | ----------- | ----------- | ------ | ------ |
|                          | Jean-Luc Albouy, | PS       |        |              |              |             |             |        |        |
|                          |                  |          |        |              |              |             |             |        |        |
| Exprimés                 |                  |          |        |              |              |             |             |        |        |
| Votes blancs             |                  |          |        |              |              |             |             |        |        |
| Votes nuls               |                  |          |        |              |              |             |             |        |        |
| Total                    | Total            | Total    | Total  |              | 100          |             | 100         | 27     | 4      |
| Absentions               |                  |          |        |              |              |             |             |        |        |
| Inscrits / participation |                  |          |        |              |              |             |             |        |        |

### Bellerive-sur-Allier
- Maire sortant : François Sennepin (LR)
- 29 sièges à pourvoir au conseil municipal (population légale 2022 : 8 898 habitants)
- 10 sièges à pourvoir au conseil communautaire (Vichy Communauté)

| Tête de liste            | Tête de liste      | Parti(s) | Nuance | Premier tour | Premier tour | Second tour | Second tour | Sièges | Sièges |
| Tête de liste            | Tête de liste      | Parti(s) | Nuance | Voix         | %            | Voix        | %           | CM     | CC     |
| ------------------------ | ------------------ | -------- | ------ | ------------ | ------------ | ----------- | ----------- | ------ | ------ |
|                          | François Sennepin, | LR       |        |              |              |             |             |        |        |
|                          |                    |          |        |              |              |             |             |        |        |
| Exprimés                 |                    |          |        |              |              |             |             |        |        |
| Votes blancs             |                    |          |        |              |              |             |             |        |        |
| Votes nuls               |                    |          |        |              |              |             |             |        |        |
| Total                    | Total              | Total    | Total  |              | 100          |             | 100         | 29     | 10     |
| Absentions               |                    |          |        |              |              |             |             |        |        |
| Inscrits / participation |                    |          |        |              |              |             |             |        |        |

### Bourbon-l'Archambault
- Maire sortant : Ludovic Chaput (PCF)
- 23 sièges à pourvoir au conseil municipal (population légale 2022 : 2 542 habitants)
- 8 sièges à pourvoir au conseil communautaire (CC du Bocage-Bourbonnais)

| Tête de liste | Tête de liste | Parti(s) | Nuance | Premier tour | Premier tour | Second tour | Second tour | Sièges | Sièges |
| Tête de liste | Tête de liste | Parti(s) | Nuance | Voix         | %            | Voix        | %           | CM     | CC     |
| ------------- | ------------- | -------- | ------ | ------------ | ------------ | ----------- | ----------- | ------ | ------ |

### Commentry
- Maire sortant : Sylvain Bourdier (DVG)
- 29 sièges à pourvoir au conseil municipal (population légale 2022 : 6 018 habitants)
- 12 sièges à pourvoir au conseil communautaire (Commentry Montmarault Néris Communauté)

| Tête de liste            | Tête de liste     | Parti(s) | Nuance | Premier tour | Premier tour | Second tour | Second tour | Sièges | Sièges |
| Tête de liste            | Tête de liste     | Parti(s) | Nuance | Voix         | %            | Voix        | %           | CM     | CC     |
| ------------------------ | ----------------- | -------- | ------ | ------------ | ------------ | ----------- | ----------- | ------ | ------ |
|                          | Sylvain Bourdier, | DVG      |        |              |              |             |             |        |        |
|                          |                   |          |        |              |              |             |             |        |        |
| Exprimés                 |                   |          |        |              |              |             |             |        |        |
| Votes blancs             |                   |          |        |              |              |             |             |        |        |
| Votes nuls               |                   |          |        |              |              |             |             |        |        |
| Total                    | Total             | Total    | Total  |              | 100          |             | 100         | 29     | 12     |
| Absentions               |                   |          |        |              |              |             |             |        |        |
| Inscrits / participation |                   |          |        |              |              |             |             |        |        |

### Creuzier-le-Vieux
- Maire sortant : Bernard Corre (DVG)
- 23 sièges à pourvoir au conseil municipal (population légale 2022 : 3 246 habitants)
- 2 sièges à pourvoir au conseil communautaire (Vichy Communauté)

| Tête de liste | Tête de liste | Parti(s) | Nuance | Premier tour | Premier tour | Second tour | Second tour | Sièges | Sièges |
| Tête de liste | Tête de liste | Parti(s) | Nuance | Voix         | %            | Voix        | %           | CM     | CC     |
| ------------- | ------------- | -------- | ------ | ------------ | ------------ | ----------- | ----------- | ------ | ------ |

### Cusset
- Maire sortant : Jean-Sébastien Laloy (LR)
- 33 sièges à pourvoir au conseil municipal (population légale 2022 : 13 329 habitants)
- 10 sièges à pourvoir au conseil communautaire (Vichy Communauté)

| Tête de liste            | Tête de liste         | Parti(s) | Nuance | Premier tour | Premier tour | Second tour | Second tour | Sièges | Sièges |
| Tête de liste            | Tête de liste         | Parti(s) | Nuance | Voix         | %            | Voix        | %           | CM     | CC     |
| ------------------------ | --------------------- | -------- | ------ | ------------ | ------------ | ----------- | ----------- | ------ | ------ |
|                          | Jean-Sébastien Laloy, | LR       |        |              |              |             |             |        |        |
|                          |                       |          |        |              |              |             |             |        |        |
| Exprimés                 |                       |          |        |              |              |             |             |        |        |
| Votes blancs             |                       |          |        |              |              |             |             |        |        |
| Votes nuls               |                       |          |        |              |              |             |             |        |        |
| Total                    | Total                 | Total    | Total  |              | 100          |             | 100         | 33     | 10     |
| Absentions               |                       |          |        |              |              |             |             |        |        |
| Inscrits / participation |                       |          |        |              |              |             |             |        |        |

### Désertines
- Maire sortant : Christian Sanvoisin (PCF)
- 27 sièges à pourvoir au conseil municipal (population légale 2022 : 4 323 habitants)
- 4 sièges à pourvoir au conseil communautaire (Montluçon Communauté)

| Tête de liste | Tête de liste | Parti(s) | Nuance | Premier tour | Premier tour | Second tour | Second tour | Sièges | Sièges |
| Tête de liste | Tête de liste | Parti(s) | Nuance | Voix         | %            | Voix        | %           | CM     | CC     |
| ------------- | ------------- | -------- | ------ | ------------ | ------------ | ----------- | ----------- | ------ | ------ |

### Domérat
- Maire sortante : Pascale Lescurat (PS)
- 29 sièges à pourvoir au conseil municipal (population légale 2022 : 8 665 habitants)
- 8 sièges à pourvoir au conseil communautaire (Montluçon Communauté)

| Tête de liste            | Tête de liste     | Parti(s) | Nuance | Premier tour | Premier tour | Second tour | Second tour | Sièges | Sièges |
| Tête de liste            | Tête de liste     | Parti(s) | Nuance | Voix         | %            | Voix        | %           | CM     | CC     |
| ------------------------ | ----------------- | -------- | ------ | ------------ | ------------ | ----------- | ----------- | ------ | ------ |
|                          | Pascale Lescurat, | PS       |        |              |              |             |             |        |        |
|                          |                   |          |        |              |              |             |             |        |        |
| Exprimés                 |                   |          |        |              |              |             |             |        |        |
| Votes blancs             |                   |          |        |              |              |             |             |        |        |
| Votes nuls               |                   |          |        |              |              |             |             |        |        |
| Total                    | Total             | Total    | Total  |              | 100          |             | 100         | 29     | 8      |
| Absentions               |                   |          |        |              |              |             |             |        |        |
| Inscrits / participation |                   |          |        |              |              |             |             |        |        |

### Dompierre-sur-Besbre
- Maire sortant : Michel Brunner (PS)
- 23 sièges à pourvoir au conseil municipal (population légale 2022 : 2 970 habitants)
- 7 sièges à pourvoir au conseil communautaire (CC Entr'Allier Besbre et Loire)

| Tête de liste            | Tête de liste   | Parti(s) | Nuance | Premier tour | Premier tour | Second tour | Second tour | Sièges | Sièges |
| Tête de liste            | Tête de liste   | Parti(s) | Nuance | Voix         | %            | Voix        | %           | CM     | CC     |
| ------------------------ | --------------- | -------- | ------ | ------------ | ------------ | ----------- | ----------- | ------ | ------ |
|                          | Michel Brunner, | PS       |        |              |              |             |             |        |        |
|                          |                 |          |        |              |              |             |             |        |        |
| Exprimés                 |                 |          |        |              |              |             |             |        |        |
| Votes blancs             |                 |          |        |              |              |             |             |        |        |
| Votes nuls               |                 |          |        |              |              |             |             |        |        |
| Total                    | Total           | Total    | Total  |              | 100          |             | 100         | 23     | 7      |
| Absentions               |                 |          |        |              |              |             |             |        |        |
| Inscrits / participation |                 |          |        |              |              |             |             |        |        |

### Gannat
- Maire sortante : Véronique Pouzadoux (LR)
- 29 sièges à pourvoir au conseil municipal (population légale 2022 : 5 684 habitants)
- 13 sièges à pourvoir au conseil communautaire (CC Saint-Pourçain Sioule Limagne)

| Tête de liste            | Tête de liste        | Parti(s) | Nuance | Premier tour | Premier tour | Second tour | Second tour | Sièges | Sièges |
| Tête de liste            | Tête de liste        | Parti(s) | Nuance | Voix         | %            | Voix        | %           | CM     | CC     |
| ------------------------ | -------------------- | -------- | ------ | ------------ | ------------ | ----------- | ----------- | ------ | ------ |
|                          | Véronique Pouzadoux, | LR       |        |              |              |             |             |        |        |
|                          |                      |          |        |              |              |             |             |        |        |
| Exprimés                 |                      |          |        |              |              |             |             |        |        |
| Votes blancs             |                      |          |        |              |              |             |             |        |        |
| Votes nuls               |                      |          |        |              |              |             |             |        |        |
| Total                    | Total                | Total    | Total  |              | 100          |             | 100         | 29     | 13     |
| Absentions               |                      |          |        |              |              |             |             |        |        |
| Inscrits / participation |                      |          |        |              |              |             |             |        |        |

### Huriel
- Maire sortant : Stéphane Abranowitch (DVD)
- 23 sièges à pourvoir au conseil municipal (population légale 2022 : 2 568 habitants)
- 6 sièges à pourvoir au conseil communautaire (CC du Pays d'Huriel)

| Tête de liste            | Tête de liste         | Parti(s) | Nuance | Premier tour | Premier tour | Second tour | Second tour | Sièges | Sièges |
| Tête de liste            | Tête de liste         | Parti(s) | Nuance | Voix         | %            | Voix        | %           | CM     | CC     |
| ------------------------ | --------------------- | -------- | ------ | ------------ | ------------ | ----------- | ----------- | ------ | ------ |
|                          | Stéphane Abranowitch, | DVD      |        |              |              |             |             |        |        |
|                          |                       |          |        |              |              |             |             |        |        |
| Exprimés                 |                       |          |        |              |              |             |             |        |        |
| Votes blancs             |                       |          |        |              |              |             |             |        |        |
| Votes nuls               |                       |          |        |              |              |             |             |        |        |
| Total                    | Total                 | Total    | Total  |              | 100          |             | 100         | 23     | 6      |
| Absentions               |                       |          |        |              |              |             |             |        |        |
| Inscrits / participation |                       |          |        |              |              |             |             |        |        |

### Lapalisse
- Maire sortant : Jacques de Chabannes (PRG), ne se représente pas[2].
- 23 sièges à pourvoir au conseil municipal (population légale 2022 : 3 127 habitants)
- 11 sièges à pourvoir au conseil communautaire (CC du Pays de Lapalisse)

| Tête de liste | Tête de liste | Parti(s) | Nuance | Premier tour | Premier tour | Second tour | Second tour | Sièges | Sièges |
| Tête de liste | Tête de liste | Parti(s) | Nuance | Voix         | %            | Voix        | %           | CM     | CC     |
| ------------- | ------------- | -------- | ------ | ------------ | ------------ | ----------- | ----------- | ------ | ------ |

### Montluçon
- Maire sortant : Frédéric Laporte (LR)
- 39 sièges à pourvoir au conseil municipal (population légale 2022 : 33 317 habitants)
- 30 sièges à pourvoir au conseil communautaire (Montluçon Communauté)

| Tête de liste            | Tête de liste                    | Parti(s) | Nuance | Premier tour | Premier tour | Second tour | Second tour | Sièges | Sièges |
| Tête de liste            | Tête de liste                    | Parti(s) | Nuance | Voix         | %            | Voix        | %           | CM     | CC     |
| ------------------------ | -------------------------------- | -------- | ------ | ------------ | ------------ | ----------- | ----------- | ------ | ------ |
|                          | Philippe Perche[réf. nécessaire] | DVC      |        |              |              |             |             |        |        |
|                          | Frédéric Laporte,                | LR       |        |              |              |             |             |        |        |
|                          |                                  |          |        |              |              |             |             |        |        |
| Exprimés                 |                                  |          |        |              |              |             |             |        |        |
| Votes blancs             |                                  |          |        |              |              |             |             |        |        |
| Votes nuls               |                                  |          |        |              |              |             |             |        |        |
| Total                    | Total                            | Total    | Total  |              | 100          |             | 100         | 39     | 30     |
| Absentions               |                                  |          |        |              |              |             |             |        |        |
| Inscrits / participation |                                  |          |        |              |              |             |             |        |        |

### Moulins
- Maire sortant : Pierre-André Périssol (LR)
- 33 sièges à pourvoir au conseil municipal (population légale 2022 : 19 344 habitants)
- 20 sièges à pourvoir au conseil communautaire (Moulins Communauté)

| Tête de liste | Tête de liste | Parti(s) | Nuance | Premier tour | Premier tour | Second tour | Second tour | Sièges | Sièges |
| Tête de liste | Tête de liste | Parti(s) | Nuance | Voix         | %            | Voix        | %           | CM     | CC     |
| ------------- | ------------- | -------- | ------ | ------------ | ------------ | ----------- | ----------- | ------ | ------ |

### Prémilhat
- Maire sortant : Bernard Pozzoli (PS)
- 23 sièges à pourvoir au conseil municipal (population légale 2022 : 2 513 habitants)
- 2 sièges à pourvoir au conseil communautaire (Montluçon Communauté)

| Tête de liste            | Tête de liste    | Parti(s) | Nuance | Premier tour | Premier tour | Second tour | Second tour | Sièges | Sièges |
| Tête de liste            | Tête de liste    | Parti(s) | Nuance | Voix         | %            | Voix        | %           | CM     | CC     |
| ------------------------ | ---------------- | -------- | ------ | ------------ | ------------ | ----------- | ----------- | ------ | ------ |
|                          | Bernard Pozzoli, | PS       |        |              |              |             |             |        |        |
|                          |                  |          |        |              |              |             |             |        |        |
| Exprimés                 |                  |          |        |              |              |             |             |        |        |
| Votes blancs             |                  |          |        |              |              |             |             |        |        |
| Votes nuls               |                  |          |        |              |              |             |             |        |        |
| Total                    | Total            | Total    | Total  |              | 100          |             | 100         | 23     | 2      |
| Absentions               |                  |          |        |              |              |             |             |        |        |
| Inscrits / participation |                  |          |        |              |              |             |             |        |        |

### Saint-Germain-des-Fossés
- Maire sortante : Elisabeth Cuisset (DVD)
- 27 sièges à pourvoir au conseil municipal (population légale 2022 : 3 600 habitants)
- 3 sièges à pourvoir au conseil communautaire (Vichy Communauté)

| Tête de liste | Tête de liste | Parti(s) | Nuance | Premier tour | Premier tour | Second tour | Second tour | Sièges | Sièges |
| Tête de liste | Tête de liste | Parti(s) | Nuance | Voix         | %            | Voix        | %           | CM     | CC     |
| ------------- | ------------- | -------- | ------ | ------------ | ------------ | ----------- | ----------- | ------ | ------ |

### Saint-Pourçain-sur-Sioule
- Maire sortant : Emmanuel Ferrand (LR)
- 27 sièges à pourvoir au conseil municipal (population légale 2022 : 4 894 habitants)
- 11 sièges à pourvoir au conseil communautaire (CC Saint-Pourçais Sioule Limagne)

| Tête de liste | Tête de liste | Parti(s) | Nuance | Premier tour | Premier tour | Second tour | Second tour | Sièges | Sièges |
| Tête de liste | Tête de liste | Parti(s) | Nuance | Voix         | %            | Voix        | %           | CM     | CC     |
| ------------- | ------------- | -------- | ------ | ------------ | ------------ | ----------- | ----------- | ------ | ------ |

### Saint-Yorre
- Maire sortant : Joseph Kuchna (DVG)
- 23 sièges à pourvoir au conseil municipal (population légale 2022 : 2 618 habitants)
- 2 sièges à pourvoir au conseil communautaire (Vichy Communauté)

| Tête de liste | Tête de liste | Parti(s) | Nuance | Premier tour | Premier tour | Second tour | Second tour | Sièges | Sièges |
| Tête de liste | Tête de liste | Parti(s) | Nuance | Voix         | %            | Voix        | %           | CM     | CC     |
| ------------- | ------------- | -------- | ------ | ------------ | ------------ | ----------- | ----------- | ------ | ------ |

### Varennes-sur-Allier
- Maire sortant : Roger Litaudon (DVD)
- 27 sièges à pourvoir au conseil municipal (population légale 2022 : 3 588 habitants)
- 8 sièges à pourvoir au conseil communautaire (CC Entr'Allier Besbre et Loire)

| Tête de liste | Tête de liste | Parti(s) | Nuance | Premier tour | Premier tour | Second tour | Second tour | Sièges | Sièges |
| Tête de liste | Tête de liste | Parti(s) | Nuance | Voix         | %            | Voix        | %           | CM     | CC     |
| ------------- | ------------- | -------- | ------ | ------------ | ------------ | ----------- | ----------- | ------ | ------ |

### Vichy
- Maire sortant : Frédéric Aguilera (LR)
- 35 sièges à pourvoir au conseil municipal (population légale 2022 : 25 702 habitants)
- 20 sièges à pourvoir au conseil communautaire (Vichy Communauté)

| Tête de liste | Tête de liste | Parti(s) | Nuance | Premier tour | Premier tour | Second tour | Second tour | Sièges | Sièges |
| Tête de liste | Tête de liste | Parti(s) | Nuance | Voix         | %            | Voix        | %           | CM     | CC     |
| ------------- | ------------- | -------- | ------ | ------------ | ------------ | ----------- | ----------- | ------ | ------ |

### Yzeure
- Maire sortant : Pascal Perrin (PS), ne se représente pas[2].
- 33 sièges à pourvoir au conseil municipal (population légale 2022 : 12 670 habitants)
- 13 sièges à pourvoir au conseil communautaire (Moulins Communauté)

| Tête de liste | Tête de liste | Parti(s) | Nuance | Premier tour | Premier tour | Second tour | Second tour | Sièges | Sièges |
| Tête de liste | Tête de liste | Parti(s) | Nuance | Voix         | %            | Voix        | %           | CM     | CC     |
| ------------- | ------------- | -------- | ------ | ------------ | ------------ | ----------- | ----------- | ------ | ------ |